# はじめてのパソコン
はじめてのパソコンは、NHK教育テレビジョンのNHK趣味百科で放送された全13回のテレビ番組である。

## 放送日
- 1992年4月7日 - 1992年6月30日（再放送の最終日は7月1日）
- 本放送：毎週火曜日 21:30 - 22:00
- 再放送：毎週水曜日 14:00 - 14:30

## 出演
- 講師：赤掘侃司
- 司会：古藤田京子
- オペレーター：伊藤佳子

## 内容
- 第1回：コンピューターって何（本放送1992年4月7日、再放送1992年4月8日）
- 第2回：パソコンのわき役たち（本放送1992年4月14日、再放送1992年4月15日）
- 第3回：ソフトウェアのためのソフトウェア（本放送1992年4月21日、再放送1992年4月22日）
- 第4回：パソコンの基本をマスターする（本放送1992年4月28日、再放送1992年4月29日）
- 第5回：文字で遊ぼう（本放送1992年5月5日、再放送1992年5月6日）
- 第6回：ワープロ徹底活用術（本放送1992年5月12日、再放送1992年5月13日）
- 第7回：電子の表で計算ラクラク（本放送1992年5月19日、再放送1992年5月20日）
- 第8回：チャーミングな表を作ろう（本放送1992年5月26日、再放送1992年5月27日）
- 第9回：欲しいときに欲しい情報（本放送1992年6月2日、再放送1992年6月3日）
- 第10回：データベース自由自在（本放送1992年6月9日、再放送1992年6月10日）
- 第11回：ビジュアルツールとしてのパソコン（本放送1992年6月16日、再放送1992年6月17日）
- 第12回：音を操る（本放送1992年6月23日、再放送1992年6月24日）
- 第13回：パソコンが窓を開けば（本放送1992年6月30日、再放送1992年7月1日）

## テキスト
- 日本放送協会 編 『NHK趣味百科 はじめてのパソコン』 日本放送出版協会